# Yelena Ovchínnikova
Yelena Ovchínnikova –en ruso, Елена Овчинникова– (17 de junio de 1982) es una deportista rusa que compitió en natación sincronizada.
Participó en los Juegos Olímpicos de Pekín 2008, obteniendo una medalla de oro en la prueba de equipo. Ganó siete medallas en el Campeonato Mundial de Natación entre los años 2001 y 2007, y tres medallas en el Campeonato Europeo de Natación, en los años 2002 y 2006.

## Palmarés internacional
| Juegos Olímpicos   | Juegos Olímpicos      | Juegos Olímpicos | Juegos Olímpicos  |
| Año                | Lugar                 | Medalla          | Prueba            |
| ------------------ | --------------------- | ---------------- | ----------------- |
| 2008               | Pekín (China)         | Medalla de oro   | Equipo            |
| Campeonato Mundial |                       |                  |                   |
| Año                | Lugar                 | Medalla          | Prueba            |
| 2001               | Fukuoka (Japón)       | Medalla de oro   | Equipo            |
| 2003               | Barcelona (España)    | Medalla de oro   | Equipo            |
| 2005               | Montreal (Canadá)     | Medalla de oro   | Equipo            |
| 2005               | Montreal (Canadá)     | Medalla de oro   | Combinación libre |
| 2007               | Melbourne (Australia) | Medalla de oro   | Equipo técnico    |
| 2007               | Melbourne (Australia) | Medalla de oro   | Equipo libre      |
| 2007               | Melbourne (Australia) | Medalla de oro   | Combinación libre |
| Campeonato Europeo |                       |                  |                   |
| Año                | Lugar                 | Medalla          | Prueba            |
| 2002               | Berlín (Alemania)     | Medalla de oro   | Equipo            |
| 2006               | Budapest (Hungría)    | Medalla de oro   | Equipo            |
| 2006               | Budapest (Hungría)    | Medalla de oro   | Combinación libre |